# Selma Bajrami
Selma Bajrami (Tuzla, 4 luglio 1980) è una cantante bosniaca di musica pop e folk.
È molto conosciuta in patria per le sue canzoni, ma il singolo che le ha regalato notevole popolarità è la hit Kakvo tijelo Selma ima.

## Curiosità
Per Žena Sirena, uno degli estratti dell'album Žena sa Balkana, le è stato attribuito il soprannome di donna-sirena.

## Discografia
- Kad Suza NE Bude
- Ljubav si ubio gade, (1998)
- Revolucija, (2001)
- Žena sa Balkana, (2003)
- Kakvo tijelo Selma ima, (2005)
- Ostrvo tuge (2007)